# 66e cérémonie des Tony Awards
La 66e cérémonie des Tony Awards a eu lieu le 10 juin 2012 au Beacon Theatre de New York et a été retransmise en direct à la télévision sur CBS. La cérémonie récompensait les productions de Broadway en cours pendant la saison 2011-2012 et avant le 27 avril 2012.

## Cérémonie
Neil Patrick Harris a présenté la cérémonie. C'était la troisième fois qu'il animait l'évènement. L'audience de la soirée s'est élevée à 6,01 millions de téléspectateurs, contre 6.950 millions pour l'année précédente.

### Présentateurs
Lors de la soirée, plusieurs personnalités se sont relayées pour annoncer les noms des gagnants ; Angela Lansbury, Candice Bergen, Jessica Chastain, Jim Parsons, Christopher Plummer, Tyler Perry, Nick Jonas, Amanda Seyfried, Paul Rudd, Ellen Barkin, Bernadette Peters, James Marsden, Mandy Patinkin, Sheryl Crow, Matthew Morrison, Josh Groban, Cote de Pablo, Patti LuPone, Trey Parker et Matt Stone.

### Prestations
Lors de la soirée, plusieurs troupes ont présenté des extraits des comédies musicales à l'affiche. L'ouverture a été faite par la troupe de The Book of Mormon qui a interprété la chanson "Hello". Neil Patrick Harris s'est ensuite produit aux côtés de Patti LuPone, Amanda Seyfried, Jesse Tyler Ferguson et d'autres membres de troupes pour interpréter la chanson What If Life Were More Like Theatre?, écrite pour l'occasion par David Javerbaum et Adam Schlesinger.
Parmi les comédies musicales représentées sur scène au cours de la soirée, la troupe d'Evita avec Ricky Martin et Elena Roger, celle de Follies avec Danny Burstein chantant Blues de Buddy, Ghost the Musical, Godspell, Hairspray, Jesus Christ Superstar, Leap of Faith avec Raúl Esparza, Newsies mettant en vedette Jeremy Jordan, Nice Work If You Can Get It avec Kelli O'Hara et Matthew Broderick, Once avec Steve Kazee et Porgy and Bess avec Audra McDonald et Norm Lewis.
Le numéro de clôture, à nouveau interprété par Neil Patrick Harris, était There's No Time.

## Palmarès
Les nominations ont été annoncés le 1er mai 2012.
| Meilleure pièce | Meilleure comédie musicale |
| --- | --- |
| - Clybourne Park – Bruce Norris - Other Desert Cities – Jon Robin Baitz - Peter and the Starcatcher – Rick Elice - La Vénus à la fourrure – David Ives | - Once - Leap of Faith - Newsies - Nice Work If You Can Get It |
| Meilleure reprise d'une pièce | Meilleure reprise d'une comédie musicale |
| - Death of a Salesman - The Best Man - Master Class - Wit | - Porgy and Bess - Evita - Follies - Jesus Christ Superstar |
| Meilleur acteur dans une pièce | Meilleure actrice dans une pièce |
| - James Corden – One Man, Two Guvnors dans le rôle de Francis Henshall - Philip Seymour Hoffman – Death of a Salesman dans le rôle de Willy Loman - James Earl Jones – The Best Man dans le rôle de Art Hockstader - Frank Langella – Man and Boy dans le rôle de Gregor Antonescu - John Lithgow – The Columnist dans le rôle de Joseph Alsop | - Nina Arianda – La Vénus à la fourrure dans le rôle de Vanda - Tracie Bennett – End of the Rainbow dans le rôle de Judy Garland - Stockard Channing – Other Desert Cities dans le rôle de Polly Wyeth - Linda Lavin – The Lyons dans le rôle de Rita Lyons - Cynthia Nixon – Wit dans le rôle de Vivian Bearing                                              |
| Meilleur acteur dans une comédie musicale | Meilleure actrice dans une comédie musicale |
| - Steve Kazee – Once dans le rôle du garçon - Danny Burstein – Follies dans le rôle de Buddy Plummer - Jeremy Jordan – Newsies dans le rôle de Jack Kelly - Norm Lewis – Porgy and Bess dans le rôle de Porgy - Ron Raines – Follies dans le rôle de Ben Stone                                                                                 | - Audra McDonald – Porgy and Bess dans le rôle de Bess - Jan Maxwell – Follies dans le rôle de Phyllis Rogers Stone - Cristin Milioti – Once dans le rôle de la fille - Kelli O'Hara – Nice Work If You Can Get It dans le rôle de Billie Bendix - Laura Osnes – Bonnie & Clyde dans le rôle de Bonnie Parker                                                 |
| Meilleur acteur de second rôle dans une pièce | Meilleure actrice de second rôle dans une pièce |
| - Christian Borle – Peter and the Starcatcher dans le rôle de The Black Stache - Michael Cumpsty – End of the Rainbow dans le rôle d'Anthony - Tom Edden – One Man, Two Guvnors dans le rôle d'Alfie - Andrew Garfield – Death of a Salesman dans le rôle de Biff Loman - Jeremy Shamos – Clybourne Park dans le rôle de Karl/Steve            | - Judith Light – Other Desert Cities dans le rôle de Silda Grauman - Linda Emond – Death of a Salesman dans le rôle de Linda Loman - Spencer Kayden – Don't Dress for Dinner dans le rôle de Suzette - Celia Keenan-Bolger – Peter and the Starcatcher dans le rôle de Molly - Condola Rashad – Stick Fly dans le rôle de Cheryl                              |
| Meilleur acteur de second rôle dans une comédie musicale | Meilleure actrice de second rôle dans une comédie musicale |
| - Michael McGrath – Nice Work If You Can Get It dans le rôle de Cookie McGee - Phillip Boykin – Porgy and Bess dans le rôle de Crown - Michael Cerveris – Evita dans le rôle de Juan Peron - David Alan Grier – Porgy and Bess dans le rôle de Sporting Life - Josh Young – Jesus Christ Superstar dans le rôle de Judas                       | - Judy Kaye – Nice Work If You Can Get It dans le rôle de la Duchess Estonia Dulworth - Elizabeth A. Davis – Once dans le rôle de Réza - Jayne Houdyshell – Follies dans le rôle de Hattie Walker - Jessie Mueller – On a Clear Day You Can See Forever dans le rôle de Melinda Wells - Da'Vine Joy Randolph – Ghost the Musical dans le rôle d'Oda Mae Brown |
| Meilleur livret de comédie musicale | Meilleure partition originale |
| - Enda Walsh – Once - Douglas Carter Beane – Lysistrata Jones - Joe DiPietro – Nice Work If You Can Get It - Harvey Fierstein – Newsies | - Newsies – Alan Menken (musique) et Jack Feldman (paroles) - Bonnie & Clyde – Frank Wildhorn (musique) et Don Black (paroles) - One Man, Two Guvnors – Grant Olding (musique et paroles) - Peter and the Starcatcher – Wayne Barker (musique) et Rick Elice (paroles)                                                                                        |
| Meilleurs décors pour une pièce | Meilleurs décors pour une comédie musicale |
| - Donyale Werle – Peter and the Starcatcher - John Lee Beatty – Other Desert Cities - Daniel Ostling – Clybourne Park - Mark Thompson – One Man, Two Guvnors | - Bob Crowley – Once - Rob Howell et Jon Driscoll – Ghost the Musical - Tobin Ost et Sven Ortel – Newsies - George Tsypin – Spider-Man: Turn Off the Dark |
| Meilleurs costumes pour une pièce | Meilleurs costumes pour une comédie musicale |
| - Paloma Young – Peter and the Starcatcher - William Ivey Long – Don't Dress for Dinner - Paul Tazewell – A Streetcar Named Desire - Mark Thompson – One Man, Two Guvnors | - Gregg Barnes – Follies - ESosa – Porgy and Bess - Eiko Ishioka – Spider-Man: Turn Off the Dark - Martin Pakledinaz – Nice Work If You Can Get It |
| Meilleures lumières pour une pièce | Meilleures lumières pour une comédie musicale |
| - Jeff Croiter – Peter and the Starcatcher - Peter Kaczorowski – The Road to Mecca - Brian MacDevitt – Death of a Salesman - Kenneth Posner – Other Desert Cities | - Natasha Katz – Once - Christopher Akerlind – Porgy and Bess - Natasha Katz – Follies - Hugh Vanstone – Ghost the Musical |
| Meilleur son pour une pièce | Meilleur son pour une comédie musicale |
| - Darron L. West – Peter and the Starcatcher - Paul Arditti – One Man, Two Guvnors - Scott Lehrer – Death of a Salesman - Gareth Owen – End of the Rainbow | - Clive Goodwin – Once - Acme Sound Partners – Porgy and Bess - Kai Harada – Follies - Brian Ronan – Nice Work If You Can Get It |
| Meilleure mise en scène pour une pièce | Meilleure mise en scène pour une comédie musicale |
| - Mike Nichols – Death of a Salesman - Nicholas Hytner – One Man, Two Guvnors - Pam MacKinnon – Clybourne Park - Roger Rees et Alex Timbers – Peter and the Starcatcher | - John Tiffany – Once - Jeff Calhoun – Newsies - Kathleen Marshall – Nice Work If You Can Get It - Diane Paulus – Porgy and Bess |
| Meilleure chorégraphie | Meilleure orchestration |
| - Christopher Gattelli – Newsies - Rob Ashford – Evita - Steven Hoggett – Once - Kathleen Marshall – Nice Work If You Can Get It | - Martin Lowe – Once - William David Brohn et Christopher Jahnke – Porgy and Bess - Bill Elliott – Nice Work If You Can Get It - Danny Troob – Newsies |

## Récompenses et nominations multiples

### Nominations multiples
- 11: Once
- 10: Nice Work If You Can Get It, Porgy and Bess
- 9: Peter and the Starcatcher
- 8: Follies, Newsies
- 7: Death of a Salesman, One Man, Two Guvnors
- 5: Other Desert Cities
- 4: Clybourne Park
- 3: Evita, End of the Rainbow, Ghost the Musical
- 2: La Vénus à la fourrure, Spider-Man: Turn Off the Dark, Jesus Christ Superstar, Wit, The Best Man, Bonnie & Clyde, Don't Dress for Dinner

### Récompenses multiples
- 8: Once
- 5: Peter and the Starcatcher
- 2: Death of a Salesman, Newsies, Nice Work If You Can Get It, Porgy and Bess

## Autres récompenses
Le prix Tony Honors for Excellence in the Theatre a été décerné à Freddie Gershon, Artie Siccardi et le TDF Open Doors Program. Ce prix a été donné lors de la soirée Tony Eve Cocktail, qui s'est tenue le 9 juin 2012 au InterContinental Hotel de Times Square. Le Special Tony Award pour l'ensemble de sa carrière a été décerné à Emanuel Azenberg. Bernadette Peters a reçu le prix Isabelle Stevenson Award pour son action au Broadway Barks et le Special Tony Award a été remis à Hugh Jackman et l'Actors' Equity Association. Le Regional Theatre Tony Award a été décerné à la Shakespeare Theatre Company.